# مارتن ماناسكوف
مارتن ماناسكوف مواليد 7 يونيو 1994 في فيليس، جمهورية مقدونيا، هو لاعب كرة يد مقدوني يلعب كوسط مدافع. يلعب حاليا مع نادي فاردار لكرة اليد ويحمل الرقم 24. مثل منتخب مقدونيا لكرة اليد.

## روابط خارجية
- مارتن ماناسكوف على موقع الاتحاد الأوروبي لكرة اليد (الإنجليزية)